# Choeradoplana minima
Choeradoplana minima ist eine Art der zu den Landplanarien zählenden Gattung Choeradoplana. Sie kommt in Brasilien vor.

## Merkmale
Choeradoplana minima hat einen subzylindrischen, länglichen Körper mit parallelen Seitenrändern und erreicht kriechend eine Länge von 34 Millimetern. Individuen der Gattung Choeradoplana weisen einen Retraktormuskel und Drüsen im Kopfbereich auf. Das Vorderende ist nach hinten gebogen, so dass auf der Bauchseite wegen eines Muskeldrüsenorgans zwei kissenartige, dunkelbraune Strukturen im Kopfbereich erkennbar sind. Der Rücken hat eine blassgelbe Grundfärbung, die auf der Mittellinie und an den Körperrändern besonders erkennbar ist. Seitlich der Mittellinie befinden sich zwei breite Längsstreifen mit dunkelbrauner Pigmentierung, wobei die Außenlinien der Streifen wegen mehr Pigmentflecken dunkler gefärbt sind. Die Bauchseite ist gelblich. Auf den vorderen 0,3 Millimetern befinden sich keine Augen, danach verlaufen sie in einer Reihe entlang den Körperrändern, wobei sie zum Körperende hin weniger zahlreich sind.
Zum Kopulationsapparat gehört ein invertierter Penis, dessen Spitze das männliche Atrium genitale einnimmt.

## Verbreitung
Die Art wurde in der Umgebung von São Francisco de Paula im brasilianischen Bundesstaat Rio Grande do Sul nachgewiesen. Der Fundort befand sich im Nationalforst, in dem Araukarien wachsen.

## Etymologie
Das Artepitheton bezieht sich auf die geringe Länge adulter Individuen.